# 1744
Cette page concerne l'année 1744  du calendrier grégorien.
L'année 1744 est une année bissextile qui commence un mercredi.

## Événements
- 24 janvier : assassinat du père jésuite Giuseppe Lamberti. Début de la révolte de Francisco Dagohoy dans l'île de Bohol aux Philippines (fin en 1829)[1].
- 25 janvier : King George's War ou guerre franco-britannique en Amérique du Nord (fin en octobre 1748)[2].
- Mars : le roi du Sennar Baadi IV Abou Chilouk écrase l’armée abyssine du négus Iyasou II[3]. Le royaume musulman du Sennar (Soudan actuel) traverse une période florissante jusqu’à la fin du siècle.

- 15 juin, Spithead : fin du voyage du Commodore Anson autour du monde[4]. L’amiral britannique Anson, chargé de débarquer au Pérou, voit sa flotte en partie détruite par la tempête. Avec le seul navire qui lui reste, il repart vers les Philippines à la poursuite du galion de Manille pour en rapporter triomphalement les cargaisons en Grande-Bretagne.
- 8 décembre : fondation de Copiapó au Chili[5].

- Arabie : pacte du sabre et du Coran[6]. Début du Premier État saoudien sous le règne du cheikh bédouin Mohammed ibn Saoud, sur la modeste oasis de Darriyah, au centre du désert arabique. Il recueille un réformateur religieux en fuite, Mohamed ibn Abd al-Wahhab qui prêche un retour aux sources de la religion. Cette association est symboliquement reconnue comme l'acte de naissance du wahhabisme. Ce dernier se veut être une vision puritaine restauratrice de l'islam orthodoxe, dont le berceau se situe dans le Nadjd, au centre de l'Arabie.

### Europe
- Au début de l'année, l'appel à la diète de Pologne pour que la guerre soit déclarée à la Prusse n’est pas écouté[7].

- 4 février (24 janvier du calendrier julien) : traité de Saint-Pétersbourg entre la Russie et la Saxe[8]. La Russie, engagée dans la coalition entre les Britanniques et les Autrichiens, rompt avec la France.
- 6 février-8 mars : projet français d’invasion de la Grande-Bretagne[9], qui n'aboutit à rien.
- 22 février, guerre de Succession d'Autriche : bataille du cap Sicié, remportée par une escadre espagnole réfugiée à Toulon et voulant briser le blocus établi par la flotte britannique de Méditerranée[10].

- 15 mars
  - Louis XV déclare la guerre à la Grande-Bretagne[11],[12].
  - décret créant le gouvernement d’Orenbourg en Russie[13].
- 29 mars : contre-déclaration de guerre de la Grande-Bretagne à la France[14].

- 5 avril : se sentant menacé par les succès autrichiens, Frédéric II se rapproche de la France[15] et des princes allemands, afin de garantir sa conquête de la Silésie.
- 16 avril : la France déclare la guerre à l'Autriche (formellement à la « reine de Hongrie »)[11].
- 20 avril : défaite anglo-sarde à Villefranche-sur-Mer (« Villafranca »). Les troupes franco-espagnoles s'emparent du comté de Nice[16] avant de se diriger vers Coni.

- 17 mai : prise de Courtrai (Pays-Bas autrichiens) par l'armée française[17].
- 18 mai : début du siège de Menin (Pays-Bas autrichiens)[11].
- 19 mai : victoire navale française au large des îles Berlengas (Portugal)[18] dans un combat entre un navire britannique et deux français.
- 25 mai : la Prusse acquiert la Frise orientale à la mort de son dernier prince; Charles-Edzard[19].

- 4 juin : prise de Menin par l'armée française[20].
- 5 juin : traité de Versailles, deuxième traité d'alliance franco-prussien[8].
- 25 juin : prise d'Ypres par l'armée française[20].
- 28 juin : Sophie d'Anhalt-Zerbst entre dans l'Église orthodoxe russe afin de pouvoir épouser le futur Pierre III de Russie[21].(après )
- 1er juillet : offensive de Charles de Lorraine en Alsace ; l'armée autrichienne force les lignes de Wissembourg (6 juillet) et parvient jusqu'à Saverne qui est pillée le 31 juillet (général Ferenc Nádasdy, avec les pandoures du baron de Trenck)[22] ; la France suspend son offensive dans les Pays-Bas autrichiens.
- 10 juillet : prise de Furnes par l'armée française[20].

- 19 juillet : bataille de Pierrelongue, près de Bellino (Piémont), remportée par les troupes françaises du bailli de Givri contre les troupes sardes[16].
- 22 juillet : traité de Francfort entre l'empereur Charles VII, la Prusse et la France[8].

- 10-11 août : les troupes hispano-siciliennes conduites par le roi Charles VI/VII sont victorieuses des Autrichiens de Lobkowicz à Velletri (Latium)[23].
- 13-15 août : le général François d'Harcourt reprend Saverne[24].

- 24 août : début de la seconde guerre de Silésie ; les troupes de Frédéric II envahissent la Saxe et la Bohême. Les troupes autrichiennes sur le Rhin sont rappelées pour le combattre et évacuent l'Alsace[15].

- 16 septembre : capitulation de Prague assiégée par les Prussiens[15].
- 21 septembre : les troupes françaises du maréchal de Coigny commencent le siège de Fribourg-en-Brisgau après avoir franchi le Rhin[15].
- 30 septembre : bataille de la Madonne de l'Olmo, près de Coni (Piémont), remportée par la France et l'Espagne contre le royaume de Sardaigne[16].

- 5 octobre : naufrage du HMS Victory au large d'Aurigny[25].

- 7 novembre : prise de Fribourg par le maréchal de Coigny[15]
- 26 novembre : les Prussiens évacuent Prague, reprise par les Autrichiens[15].

- Élisabeth reçoit à Kiev une députation qui demande le rétablissement de l’hetman et la suppression de la commission provisoire de 1734[26].

## Naissances en 1744
- 23 février : Mayer Amschel Rothschild, financier allemand († 19 septembre 1812).

- 30 mars : André de Bellefonte, général français de la révolution et du Premier Empire († 10 décembre 1800).

- 19 mai : Constantine John Phipps, deuxième baron Mulgrave, est un explorateur britannique († 10 octobre 1792).

- 10 juin : Moritz Engelbrecht von Kursell, haut magistrat estonien d'origine germano-balte et sujet de l'Empire russe († 2 octobre 1799).
- 30 juin : Madeleine Eggendorffer, libraire suisse († 27 septembre 1795).

- 4 juillet : Samuel Gottlieb Gmelin, médecin, naturaliste et explorateur allemand († 27 juillet 1774).
- 19 juillet : Heinrich Christian Boie, auteur allemand († 3 mars 1806).
- 27 juillet : Jean Baptiste Brice Tavernier, ingénieur, peintre et dessinateur français († 28 octobre 1825).

- 1er août : Jean-Baptiste Lamarck, naturaliste français († 18 décembre 1829).
- 16 août : Pierre Méchain, astronome français († 20 septembre 1804).

- 9 septembre : Gabriel Feydel, avocat et homme politique français, député de la sénéchaussée du Quercy aux États généraux († 26 juin 1827).
- 16 septembre : Fabrizio Dionigi Ruffo, cardinal italien de la curie romaine († 13 décembre 1827).

- 21 décembre : Anne Vallayer-Coster, peintre française († 28 février 1818).

- Date précise inconnue :
  - Gaetano Brunetti, violoniste et compositeur italien († 16 décembre 1798).
  - Francisco Gustà, historien polémiste jésuite espagnol de langue italienne († 1816).
  - Franz Anton Leitgeb, musicien autrichien († 1812).
  - Friedrich Ramm, hautboïste allemand († 1813).
  - Theodosia Blachford, philanthrope irlandaise († 9 novembre 1817).

## Décès en 1744
- 20 janvier : Richard Jones, compositeur et violoniste anglais (° vers 1680).

- 13 février : Pierre Gobert, peintre français (° 1662).
- 29 février : Jean-Théophile Desaguliers, scientifique britannique (° 12 mars 1683).

- 17 avril : Guglielmo Borremans, peintre originaire des Pays-Bas espagnols qui vécut en Italie (° 1672).
- 25 avril : Anders Celsius, savant suédois, connu du grand public pour être à l'origine d'une échelle relative des températures dont l'unité est le degré Celsius (° 27 novembre 1701).

- 30 mai : Alexander Pope, poète et essayiste britannique, traducteur de l’Iliade (° 21 mai 1688).

- 29 juin : André Campra, compositeur français d’origine italienne (Aix-en-Provence (° 4 décembre 1660).

- 28 juillet : Lorenzo de Ferrari, peintre baroque italien (° 14 novembre 1680).

- 9 août : Joseph Wamps, peintre français (° 30 novembre 1689).

- 12 novembre : Léon Potier de Gesvres, cardinal français, archevêque de Bourges (° 15 août 1656).
- 30 novembre : John Stanley (1er baronnet), homme politique irlandais (°1663).

- 8 décembre : Marie-Anne de Mailly-Nesle, duchesse de Châteauroux, maîtresse de Louis XV (° 5 octobre 1717).
- 16 décembre : Marie-Anne d'Autriche (1718-1744), co-gouvernante des Pays-Bas (° 14 septembre 1718).

- Date précise inconnue : Vali Dakani, poète musulman indien d’expression urdû (1668-1744)[27].